# Campeonato Maranhense 2002
In 2002 werd het 83ste Campeonato Maranhense gespeeld voor clubs uit Braziliaanse staat Maranhão. De competitie werd gespeeld van 2 maart tot 25 augustus en werd georganiseerd door de FMF. Sampaio Corrêa werd kampioen. 

## Eerste toernooi

### Eerste fase
Maranhão, Moto Club en Sampaio Corrêa namen niet deel aan de eerste fase omdat ze deelnamen aan de Copa do Nordeste 2002.

#### Groep A
| Plaats | Club        | Wed. | W | G | V | Saldo | Ptn. |
| ------ | ----------- | ---- | - | - | - | ----- | ---- |
| 1.     | São Bento   | 8    | 6 | 0 | 2 | 20:8  | 18   |
| 2.     | Viana       | 8    | 4 | 1 | 3 | 12:8  | 13   |
| 3.     | Boa Vontade | 8    | 3 | 2 | 3 | 11:12 | 11   |
| 4.     | Bacabal     | 8    | 2 | 3 | 3 | 10:14 | 9    |
| 5.     | Imperatriz  | 8    | 1 | 2 | 5 | 10:17 | 5    |

|  | Gekwalificeerd voor tweede fase                   |
|  | Uitgeschakeld voor tweede fase en tweede toernooi |

#### Groep B
| Plaats | Club        | Wed. | W | G | V | Saldo | Ptn. |
| ------ | ----------- | ---- | - | - | - | ----- | ---- |
| 1.     | Santa Inês  | 6    | 6 | 0 | 0 | 27:4  | 18   |
| 2.     | Caxiense    | 6    | 4 | 0 | 2 | 22:7  | 12   |
| 3.     | Tocantins   | 6    | 1 | 0 | 5 | 6:25  | 3    |
| 4.     | Expressinho | 6    | 1 | 0 | 5 | 3:22  | 3    |

|  | Gekwalificeerd voor tweede fase                   |
|  | Uitgeschakeld voor tweede fase en tweede toernooi |

### Tweede fase
| Plaats | Club           | Wed. | W | G | V | Saldo | Ptn. |
| ------ | -------------- | ---- | - | - | - | ----- | ---- |
| 1.     | Maranhão       | 14   | 8 | 2 | 4 | 18:15 | 26   |
| 2.     | Sampaio Corrêa | 14   | 7 | 3 | 4 | 20:16 | 24   |
| 3.     | Viana          | 14   | 6 | 5 | 3 | 20:15 | 23   |
| 4.     | Santa Inês     | 14   | 6 | 4 | 4 | 22:16 | 22   |
| 5.     | São Bento      | 14   | 6 | 4 | 4 | 20:16 | 22   |
| 6.     | Caxiense       | 14   | 4 | 3 | 7 | 16:25 | 15   |
| 7.     | Moto Club      | 14   | 3 | 2 | 9 | 16:23 | 11   |
| 8.     | Boa Vontade    | 14   | 2 | 5 | 7 | 17:23 | 11   |

|  | Gekwalificeerd voor derde fase |

### Derde fase
De winnaar krijgt twee bonuspunten voor de finaleronde.
|  | Halve finale   | Halve finale   | Halve finale |   |             | Finale | Finale | Finale |
|  |                |                |              |   |             |        |        |        |
|  | Santa Inês     | 0              | 2            |   |             |        |        |        |
|  | Maranhão       | 0              | 0            |   |             |        |        |        |
|  | Maranhão       | 0              | 0            |   | Santa Inêss | 0      | 3      |        |
|  |                |                |              |   | Santa Inêss | 0      | 3      |        |
|  |                | Sampaio Corrêa | 1            | 3 |             |        |        |        |
|  | Viana          | Sampaio Corrêa | 1            | 3 | 2           | 3      |        |        |
|  | Viana          |                |              |   | 2           | 3      |        |        |
|  | Sampaio Corrêa | 1              | 4            |   |             |        |        |        |

## Tweede toernooi

### Eerste fase

#### Groep A
| Plaats | Club      | Wed. | W | G | V | Saldo | Ptn. |
| ------ | --------- | ---- | - | - | - | ----- | ---- |
| 1.     | Maranhão  | 8    | 4 | 4 | 0 | 13:5  | 16   |
| 2.     | Moto Club | 8    | 4 | 1 | 3 | 9:11  | 13   |
| 3.     | São Bento | 8    | 3 | 3 | 2 | 8:9   | 12   |
| 4.     | Caxiense  | 8    | 0 | 1 | 7 | 7:27  | 1    |

|  | Gekwalificeerd voor tweede fase |

#### Groep B
| Plaats | Club           | Wed. | W | G | V | Saldo | Ptn. |
| ------ | -------------- | ---- | - | - | - | ----- | ---- |
| 1.     | Santa Inês     | 8    | 5 | 1 | 2 | 16:6  | 16   |
| 2.     | Sampaio Corrêa | 8    | 3 | 4 | 1 | 11:5  | 13   |
| 3.     | Viana          | 8    | 3 | 3 | 2 | 14:6  | 12   |
| 4.     | Boa Vontade    | 8    | 1 | 1 | 6 | 11:20 | 4    |

|  | Gekwalificeerd voor tweede fase |

### Tweede fase
De winnaar krijgt twee bonuspunten voor de finaleronde.
|  | Halve finale   | Halve finale | Halve finale |   |            | Finale | Finale | Finale |
|  |                |              |              |   |            |        |        |        |
|  | Sampaio Corrêa | 1            | 1            |   |            |        |        |        |
|  | Santa Inês     | 2            | 3            |   |            |        |        |        |
|  | Santa Inês     | 2            | 3            |   | Santa Inês | 2      | 2      |        |
|  |                |              |              |   | Santa Inês | 2      | 2      |        |
|  |                | Moto Club    | 4            | 1 |            |        |        |        |
|  | Moto Club      | Moto Club    | 4            | 1 | 4          | 3      |        |        |
|  | Moto Club      |              |              |   | 4          | 3      |        |        |
|  | Maranhão       | 2            | 2            |   |            |        |        |        |

## Totaalstand
| Plaats | Club           | Wed. | W  | G | V  | Saldo | Ptn. | %      |
| ------ | -------------- | ---- | -- | - | -- | ----- | ---- | ------ |
| 1.     | Santa Inês     | 30   | 15 | 7 | 8  | 52:33 | 52   | 57,78% |
| 2.     | Sampaio Corrêa | 28   | 12 | 8 | 8  | 42:35 | 44   | 52,38% |
| 3.     | Maranhão       | 26   | 12 | 7 | 7  | 35:29 | 43   | 55,13% |
| 4.     | Viana          | 24   | 10 | 8 | 6  | 39:26 | 38   | 52,78% |
| 5.     | São Bento      | 22   | 9  | 7 | 6  | 28:25 | 34   | 51,52% |
| 6.     | Moto Club      | 26   | 10 | 3 | 13 | 37:42 | 33   | 42,31% |
| 7.     | Caxiense       | 22   | 4  | 4 | 14 | 23:52 | 16   | 24,24% |
| 8.     | Boa Vontade    | 22   | 3  | 6 | 13 | 28:43 | 15   | 22,73% |

|  | Gekwalificeerd voor finaleronde als toernooiwinnaar  |
|  | Gekwalificeerd voor finaleronde door beste resultaat |

## Finaleronde
| Plaats | Club           | Wed. | W | G | V | Saldo | Ptn. |
| ------ | -------------- | ---- | - | - | - | ----- | ---- |
| 1.     | Sampaio Corrêa | 2    | 2 | 0 | 0 | 4:1   | 8    |
| 2.     | Santa Inês     | 2    | 1 | 0 | 1 | 3:2   | 3    |
| 3.     | Moto Club      | 2    | 0 | 0 | 2 | 1:5   | 2    |

|  | Kampioen |

### Kampioen
| Campeonato Maranhense de 2002       |
| Maranhão                            |
| ----------------------------------- |
| SAMPAIO CORRÊA Kampioen (27° titel) |